# Widows
Widows (bra: As Viúvas; prt: Viúvas) é um filme de assalto americano de 2018, dirigido por Steve McQueen e roteirizado por Gillian Flynn, baseado na série Widows (1983), de Lynda La Plante. Estrelado por Viola Davis, Michelle Rodriguez, Elizabeth Debicki, Cynthia Erivo, Colin Farrell, Brian Tyree Henry, Daniel Kaluuya, Jacki Weaver, Carrie Coon, Robert Duvall e Liam Neeson, a história retrata um grupo de mulheres que tentam cometer um assalto com o intuito de pagar um chefe do crime depois que seus maridos criminosos são mortos em um trabalho mal sucedido. O filme foi anunciado em março de 2015, com Davis entrando para o elenco em setembro de 2016. O restante do elenco adentrou à produção do filme nos meses seguintes e as filmagens começaram em Chicago, em maio de 2017.
Widows estreou no Festival Internacional de Cinema de Toronto, em 8 de setembro de 2018, e foi exibido nos cinemas no Reino Unido em 6 de novembro de 2018, e nos Estados Unidos em 16 de novembro de 2018, por intermédio da 20th Century Fox. O filme arrecadou US$ 74 milhões ao redor do mundo e recebeu aclamação da crítica especializada, com elogios voltados à direção, ao roteiro e ao desempenho do elenco. No BAFTA, Viola Davis recebeu nomeação para Melhor Atriz.

## Elenco
- Viola Davis como Veronica Rawlings, delegada do sindicato de professores de Chicago e esposa de Harry
- Michelle Rodriguez como Linda Perelli, uma dona de loja de roupas e esposa de Carlos
- Elizabeth Debicki como Alice Gunner, filha de Agnieszka e esposa de Florek
- Cynthia Erivo como Belle, uma babá e estetistica que cuida da filha de Linda, e trabalha para o grupo de Veronica
- Colin Farrell como Jack Mulligan, filho de Tom e político
- Brian Tyree Henry como Jamal Manning, irmão de Jatemme, um chefe do crim e político, que acredita ter uma dívida com Veronica
- Daniel Kaluuya como Jatemme Manning, irmão de Jamal e participante da máfia
- Garret Dillahunt como Bash, motorista da família Rawlings
- Carrie Coon como Amanda Nunn, esposa de Jimmy
- Jacki Weaver como Agnieszka, mãe abusiva de Alice
- Robert Duvall como Tom Mulligan, pai de Jack
- Liam Neeson como Harry Rawlings, parceiro de Carlos, Jimmy e Florek, esposo de Veronica e um ladrão de banco renomado
- Manuel Garcia-Rulfo como Carlos Perelli, esposo de Linda, apostador e parceiro de Harry, Jimmy e Florek
- Jon Bernthal como Florek Gunner, marido abusivo de Alice e parceiro de Harry, Carlos e Jimmy
- Coburn Goss como Jimmy Nunn, marido de Amanda e parceiro de Harry, Carlos e Florek
- Molly Kunz como Siobhan, gerente de campanha de Jack
- Lukas Haas como David, um desenvolvedor imobiliário com Alice desenvolve um relacionamento sexual
- Kevin J. O'Connor commo Bobby Welsh, um trabalhador deficiente de boliche
- Michael Harney como Sargeant Fuller, policial currupto
- Matt Walsh como Ken, CEO de uma empresa de segurança
- Adepero Oduye como Breechelle
- Ann Mitchell como Mrs. Nunn, mãe de Amanda
- Chuck Inglish como Darlus
- Sir Michael Rocks como Malik

## Produção e lançamento
O desenvolvimento do projeto do filme foi anunciado em 27 de março de 2015, com um roteiro escrito por Gillian Flynn e Steve McQueen, sendo este último selecionado para dirigi-lo. Em setembro de 2016, Viola Davis entrou para o elenco. Rumores apontaram que Jennifer Lawrence havia sido considerada para o papel, porém, devido a discrepâncias de agenda, não foi possível aceitá-lo. Em novembro de 2016, Cynthia Erivo entrou para o elenco. Em janeiro de 2017, André Holland iniciou negociações para estrelar no filme, mas não foi bem sucedido.. Em fevereiro de 2017, Elizabeth Debicki entrou para o papel que Lawrence havia recusado; Michelle Rodriguez e Daniel Kaluuya fizeram o mesmo. Em março de 2017, Liam Neeson entrou para o elenco.
Em abril de 2017, Colin Farrell entrou para o elenco, juntamente com Robert Duvall. Em maio de 2017, Garret Dillahunt, Jacki Weaver, Manuel Garcia-Rulfo, Lukas Haas e Brian Tyree Henry foram considerados para participar do filme; em junho de 2017, Carrie Coon entrou para o elenco e, em agosto de 2017, Michael Harney e Jon Bernthal fizeram o mesmo. As filmagens principais começaram em 8 de maio de 2017, em Chicago, Illinois. O filme foi estreado no Festival Internacional de Cinema de Toronto, em 8 de setembro de 2018. Em 16 de novembro de 2018, estreou nos cinemas.

## Recepção

### Crítica profissional
No Metacritic, o filme conta com nota de 84 de 100 pontos, baseada em 57 críticas que indicam aclamação universal. No agregador de avaliações rotten Tomatoes, o filme conta com aprovação de 90% baseada em 345 avaliações, com média de 8,1/10. Segundo o consenso do site, "Widows abrange um elenco estelar para um filme de assalto que mistura o entretenimento e a crítica social, marcando outro salto artístico do diretor Steve McQueen."

### Bilheteria
Até 14 de janeiro de 2019, o filme havia arrecadado US$ 42,1 milhões nos Estados Unidos e US$ 75 milhões mundiais. Nos Estados Unidos e no Canadá, Widows foi lançado no mesmo período de Fantastic Beasts: The Crimes of Grindelwald e Instant Family, com projeções de arrecadação de US$ 12 a 18 milhões obtidas em 2.803 salas de cinema. No primeiro dia de exibição, arrecadou US$ 4,2 milhões, incluindo US$ 600.000 da noite anterior; por fim, acumulou US$ 12,3 milhões. De acordo com o Deadline.com, o valor baixo da estreia ocorreu devido a falta de promoção e administração do estúdio responsável. Para o Business Insider, o filme deveria ter sido lançado antes de novembro; além disso, o fato de almejar o público afro-americano e a classificação indicativa para maiores de idade limitou o alcance do filme. Em seu segundo fim de semana, o filme caiu 33%, arrecadando US$ 8,2 milhões.